# Hallands flygflottilj
Hallands flygflottilj (F 14) eller F 14 Halmstad var en flygflottilj inom svenska flygvapnet som verkade i olika former åren 1944–1961. Förbandsledningen var förlagd i Halmstads garnison vid Halmstads flygplats.

## Historik
Genom försvarsbeslutet 1942, vilken antogs av riksdagen den 17 juni 1942, angavs Flygvapnet att nio nya flygflottiljer skulle sättas upp mellan åren 1942–1947. En av de nio nya flottiljerna var Hallands flygflottilj, vilken skulle organiseras som en lätt bombflygflottilj och ingå i Andra flygeskadern (E 2), vilken var en bombeskader.
Flottiljen startade sin verksamhet som en depå den 1 juni 1944, då flottiljens första chef överstelöjtnant Christian Nilsson anlände till Halmstad efter en soloflygning från Barkarby. Den 1 maj 1945 inleddes flygverksamheten i Halmstad med en flygdivision. Den 2 juli 1945 invigdes flottiljen officiellt. Den 1 oktober 1945 tillkom flottiljens andra division. Flottiljens tredje division tillkom två år senare, den 3 maj 1947. Flottiljen blev först inom Flygvapnet att beväpnas med bombflygplanet B 18B, flottiljens samtliga flygdivisioner beväpnades med detta plan.
Den 6 februari 1946 havererade hela flottiljens 1. divisionen med sina åtta B 18-flygplan i en snöstorm. Haveriet inträffade under en förflyttning till Norrland. Sju flygplan nödlandade, medan ett plan, individ Röd Niklas (18180) försvann helt. Röd David (18172) gick genom isen vid bärgningsförsök och återfanns inte förrän 1979, då flygplanet även bärgades från  havsbottnen utanför Härnösands hamn där det legat i 33 år. Restaureringen genomfördes av frivilliga flyghistoriker, och finns att beskåda på Flygvapenmuseum. Flottiljens första chef, överste Christian Nilsson, blev 1953 brigadgeneral i det etiopiska flygvapnet.
I väntan på att flottiljen skulle tillföras A 32A Lansen ombeväpnades flottiljen 1953 med J 28B Vampire. Efter att flottiljen ombeväpnats från B 18B till J 28B Vampire överfördes flottiljen till Första flygeskadern (E 1).  Vid denna tidpunkt hade flottiljen ombildats från en bombflottilj till en attackflottilj. Hösten 1957 började flottiljen att tillföras A 32A Lansen, och en omskolning av flygförare påbörjades, vilken var färdig i början av 1958.
Inför försvarsbeslutet 1958 föreslog regeringen för riksdagen att två flygflottiljer skulle avvecklas, Svea flygflottilj (F 8) och Hallands flygflottilj (F 14). Bakgrunden var att skapa ett ekonomiskt utrymme för modernisering av de kvarvarande delarna av Flygvapnet, bland annat genom införandet av flygplanen Saab 32 Lansen och Saab 35 Draken. Det innebar en satsning på kvalitet framför kvantitet, något som hela försvaret genomgick vid denna tidpunkt. Hallands flygflottilj ansågs illa placerad, då den låg nära Länssjukhuset i Halmstad. De moderna flygplanen vilka krävde längre rullbanor, skapade buller och vibrationsproblem som störde staden. Bullerproblemen som ansågs allvarliga kunde i viss mån minskas genom anläggning av en ny rullbana. Dock så skulle en sådan investering landa på cirka 4,5 miljoner kronor. Vilket ledde till de två flottiljerna hade de störta svårigheter inom flygvapnet medt att samordna militära och civila intressen. Dock ansågs att en avveckling av flygflottiljen inte skulle medföra några svåra flygoperativa nackdelar. Flottiljens hangarutrymmen samt etablissementet i sin helhet ansågs vara i ett gott skick. Vidare hade även flottiljen en god närhet till bomb- och skjutplatser. Då reduktionen av flygvapnet skulle gå ut över jaktflyget och Hallands flygflottilj som var en attackflygflottilj, ansågs att en jaktflygflottilj skulle omorganiseras till attackflygflottilj. Vilken jaktflygflottilj som skulle överta rollen som attackflygflottilj skulle utredas, för att utgöra underlag för en proposition till 1959 års riksdag. I samma proposition skulle det även föreslås om vad flottiljområdet skulle användas till efter att flygflottiljen avvecklats. Där staten genom ett avtal, från den 9 juli 1942 med Halmstads kommun, hade vissa förbindelser till om flygflottiljen skulle avvecklas och området inte skulle användas för en ständig militär förläggning av motsvarande omfattning. I december 1958 antog riksdagen propositionen, vilken gällande Hallands flygflottilj bara beslutade att flygflottiljen skulle avvecklas som tidigast budgetåret 1961/1962.
Inför 1959 års riksdag föreslog regeringen, efter förslag från chefen för flygvapnet, att Hälsinge flygflottilj (F 15) skulle överta rollen som attackflygflottilj. Som alternativ till Hälsinge flygflottilj lämnade chefen för flygvapnet Östgöta flygflottilj (F 3). Valet av dessa två jaktflygflottiljer berodde på att de var de enda jaktflygflottiljer som inte hade ansvar för en luftförsvarssektor. Chefen för flygvapnet ansåg dock att Hälsinge flygflottilj hade det minsta nybyggnadsbehovet, varav han föreslog att Hälsinge flygflottilj skulle omorganiseras till attackflygflottilj och därmed även fylla den lucka som uppstod i Första flygeskadern (E 1). Som ersättning till Halmstad föreslog chefen för flygvapnet att de ingående skolorna i Flygvapnets centrala skolor (FCS) skulle förläggas till Halmstad. Vidare föreslogs att de två flygflottiljerna, F 8 och F 14, framöver skulle utgöras av två flygkårer. Flygkåren i Halmstad, vilken antog namnet Hallands flygkår, skulle organiseras som ett nytt markskoleförband, för att möta de ökade kraven på bas- och underhållstjänst. Hösten 1959 påbörjade flottiljen att överföra sina flygplan till Söderhamn, och den 29 april 1961 lämnade det sista flygplanet Halmstad. Den 10 augusti 1961 avtackades den kvarvarande personalen av eskaderchefen general Björn Bjuggren samt flottiljchefen överste Bo Lindgren. Den 30 september 1961 avvecklades flygflottiljen tillsammans med den sista flygdivisionen officiellt.

### Viktigare årtal
Nedan redovisas årtal som påverkat flottiljens verksamhet.

- 1942: Riksdagen beslutar den 17 juni att F 14 skall upprättas i Halmstad.
- 1942: Anläggandet av flottiljen börjar.
- 1944: Verksamheten startar som depå den 1 juli.
- 1944: Kung Gustaf V överlämnar flottiljens fana den 17 september.
- 1944: Flottiljens första värnpliktsomgången rycker in den 29 september 1944.
- 1945: Flottiljverksamheten påbörjas den 2 juli som lätt bombflyg ingående i Andra flygeskadern.
- 1946: Flottiljens 1. divisionen havererade 6 februari i höjd med Härnösand, efter en planerad flygning från Halmstad till Luleå.
- 1953: Flottiljen ombeväpnas till J 28B Vampire, och blir en attackflottilj.
- 1953: Flottiljen överförs till Första flygeskadern.
- 1957: Flottiljen påbörjas att ombeväpnas till A 32 Lansen.
- 1957: Flottiljen tillförs en musikkår från Hallands regemente (I 16).
- 1958: Riksdagen beslutar i december genom försvarsbeslutet 1958 att flottiljen ska reduceras till en flygkår.
- 1961: Flottiljens fyra sista Lansen överförs den 26 april till F 15 Söderhamn.
- 1961: Eskaderchef och flottiljchefen avtackar personalen den 10 augusti.
- 1961: Flottiljen avvecklas officiellt den 30 september.

## Ingående enheter

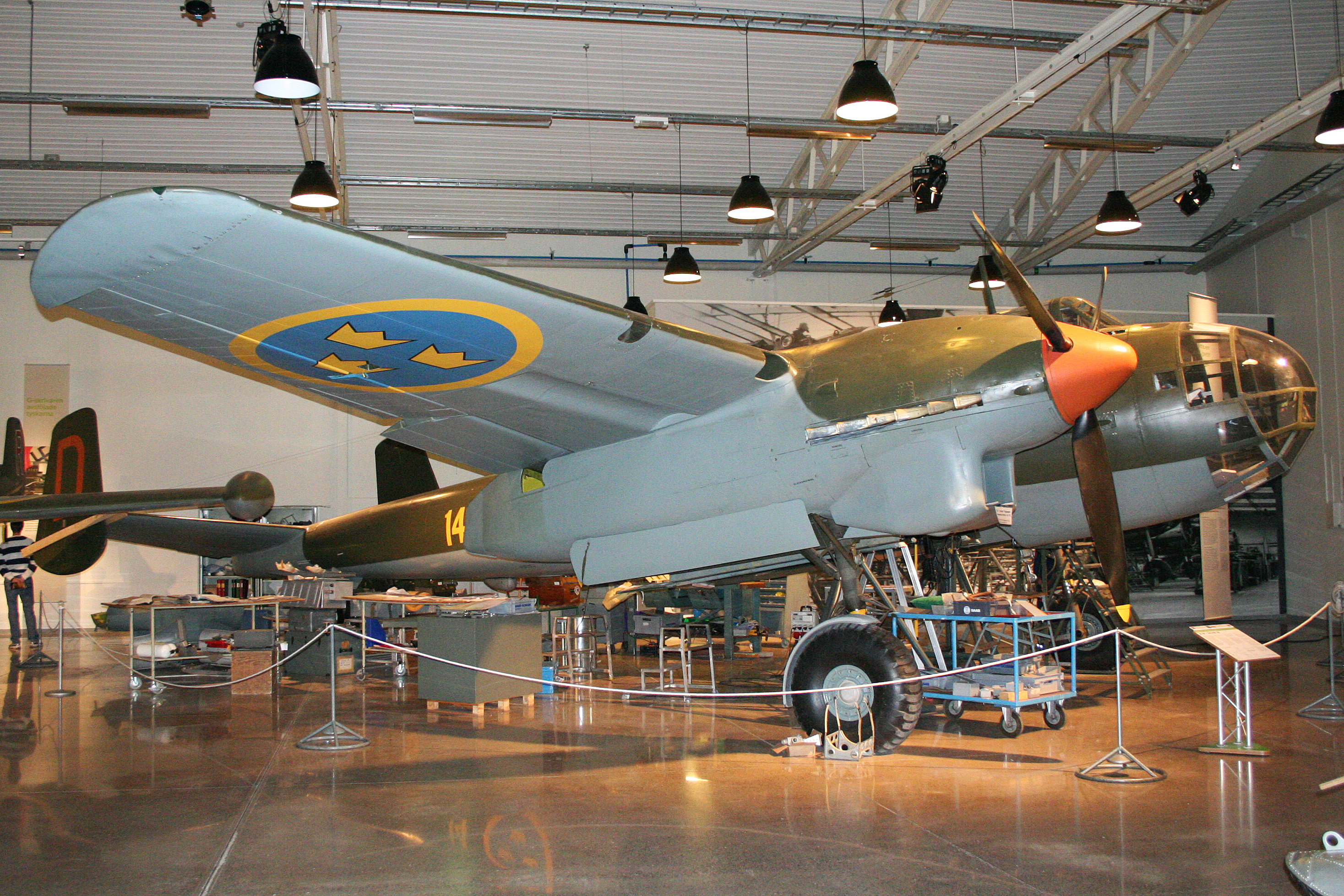
Saab B 18B vid 1. divisionen (S/N 18172).

| Beteckning | Namn                      | Aktiv              | Kommentar                                     |
| ---------- | ------------------------- | ------------------ | --------------------------------------------- |
| Niklas Röd | 141. attackflygdivisionen | 1945–19581958–1961 | Ombildad 1958 till attackdivisionUpplöst 1961 |
| Niklas Blå | 142. attackflygdivisionen | 1945–19581958–1961 | Ombildad 1958 till attackdivisionUpplöst 1961 |
| Niklas Gul | 143. attackflygdivisionen | 1947–19581958–1961 | Ombildad 1958 till attackdivisionUpplöst 1961 |

### 141.attackflygdivisionen
141. attackflygdivisionen eller Niklas Röd var 1. divisionen vid flottiljen och bildades 1945 som en bombflygdivision. År 1953 trädde divisionen in i den så kallade jetåldern, då den omskolades till J 28B Vampire. År 1958 omskolades flygdivisionen till A 32A Lansen. 141. attackflygdivisionen upplöstes och avvecklades under 1961.

### 142.attackflygdivisionen
142. attackflygdivisionen eller Niklas Blå var 2. divisionen vid flottiljen och bildades 1945 som en bombflygdivision. År 1953 trädde divisionen in i den så kallade jetåldern, då den omskolades till J 28B Vampire. År 1958 omskolades flygdivisionen till A 32A Lansen. 142. attackflygdivisionen upplöstes och avvecklades under 1961.

### 143.attackflygdivisionen
143. attackflygdivisionen eller Niklas Gul var 3. divisionen vid flottiljen och bildades 1945 som en bombflygdivision. År 1953 trädde divisionen in i den så kallade jetåldern, då den omskolades till J 28B Vampire. År 1958 omskolades flygdivisionen till A 32A Lansen. 143. attackflygdivisionen upplöstes och avvecklades under 1961.

## Förläggningar och övningsplatser
År 1942 påbörjades byggnationen av flottiljen, vilken anlades i byn Mickedala, norr om Halmstad. Fredag den 6 juli 1944 hissades flaggan på kanslihuset för första gången. Kanslihuset hade fram till dess varit provisoriskt inhyst i Sventorps gård. Precis som kanslihuset var det mycket annat inom flottiljen som till en början var provisoriskt. Till exempel när de första värnpliktiga ryckte in vid flottiljen den 29 september 1944, fick de utspisas i tält, och maten tillagades i en provisoriskt uppförd byggnad. År 1945 stod mycket av kasernetablissemanget färdigt.

## Heraldik och traditioner
Flottiljen har en lite snårig historik gällande sitt officiella startdatum, då flera källor anger olika datum och årtal. Till exempel den 1 juli 1944, då flottiljchefen anlände till Halmstad. Eller när svenska fanan hissades på kanslihuset för första gången den 6 juli 1944. Även den 2 juli 1945 nämns som ett datum då flottiljen övergick från depå till flottilj. Dock överlämnades flottiljens fana av Kung Gustaf V på F  8 i Barkarby den 17 september 1944, vilken senare övertogs av flygkåren år 1961. Flottiljen hade till en början ingen egen musikkår, utan ärvde en musikkår från Hallands regemente (I 16). Den överfördes till flottiljen 1957, och namnändrades till Flygvapnets musikkår i Halmstad. Musikkåren överfördes sedan 1961 till flygkåren, och drogs in 1972. Sedan 2006 för Försvarsmaktens tekniska skola (FMTS) flottiljens traditioner och minne vidare.

### Gate guards
Hallands flygflottilj har en så kallade gate guardian. En A 32A Lansen (32094) "Gul Petter" ursprungligen uppsatt 1994 som gate guard vid dåvarande Flygvapnets Halmstadsskolor. Den 14 december 2019 flyttades flygplansindividen till infarten till Flygstaden i Halmstad. Individen bestod tidigare av flygplanskroppar från 32094 (framkropp) och 32127 (bakkropp). Från 2019 består flygplanet av 32094 (framkropp) och 32025 (bakkropp).

## Materiel vid förbandet
| Huvudtyper - 1945–1953: B 18B - 1953–1957: A 28B Vampire - 1957–1961: A 32A Lansen | Övriga typer - 1948–1955: B 3 Junkers - 1955–1961: Tp 83 |

## Förbandschefer
Förbandschefen titulerades flottiljchef och hade tjänstegraden överste.
- 1944–1954: Christian Nilsson
- 1954–1961: Bo Lindgren

## Namn, beteckning och förläggningsort
| Kungl. Hallands flygflottilj | 1944-07-01 | – | 1961-09-30 |

| F 14 | 1944-07-01 | – | 1961-09-30 |

| Halmstads garnison (F) | 1944-07-01 | – | 1961-09-30 |
| Ringenäs skjutfält (Ö) | 1945-??-?? | – | 1961-09-30 |
| Tönnersjö målplats (Ö) | 1946-??-?? | – | 1961-09-30 |